# 試薬

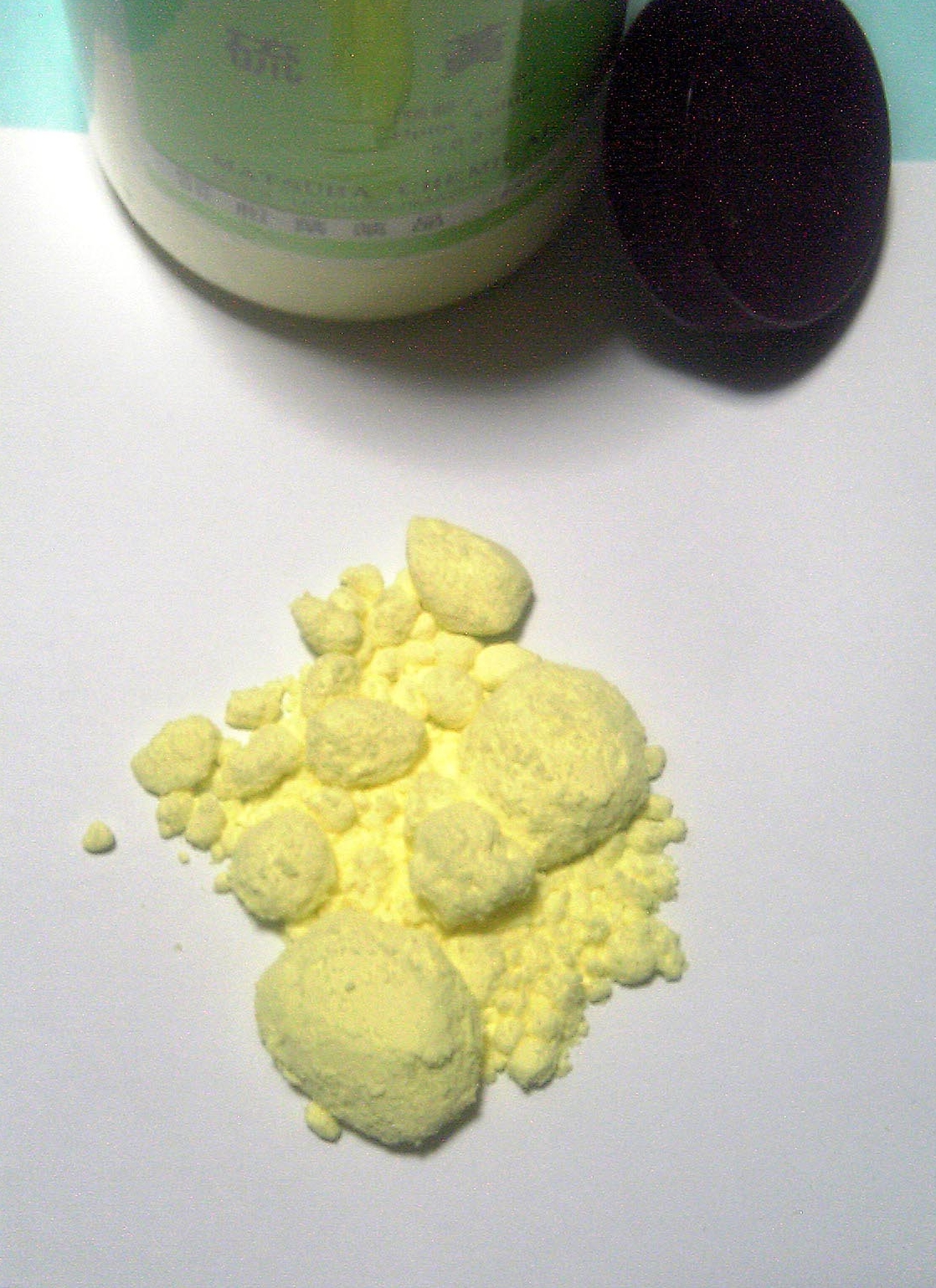
試薬の例 （硫黄）

試薬（しやく、英: reagent）もしくは試剤（しざい）とは、化学実験で反応させる目的で製造した薬品を指す呼称であり、メーカーが販売しているものを指すことが多い。同一の化合物であっても、生体や組織に作用させる薬品は試薬と呼ばれることは少なく、生化学あるいは生理学実験では薬剤と呼ばれる。そしてヒトや動物の疾患の治療に用いられる場合は医薬品（動物薬）である。一方、人工的な条件下で行う生物学実験などにおいては、酵素や受容体そのものを生体より取り出して作用させる場合にこれらを試薬と呼ぶこともある。
通常、薬剤や医薬品の場合は不純物が含まれていると副作用が発生し目的にそぐわないことが懸念されるため、より高純度の製品であったり、場合によっては副作用を示さない保証のために種々の確認試験が製品に施される。
化学用途の試薬の中でも汎用されるものには日本工業規格 (JIS) に試薬特級、試薬一級という規格が設けられており、これを満たしているものだけがその規格名を冠して呼称される。それ以外の試薬では各メーカーごとに純度規格があり、規格の違いにより工業用試薬、一級試薬、特級試薬など呼ばれるが、これらはメーカーが独自に選定した呼称である。概ね工業用試薬は純度95%以下、一級相当試薬は95%前後、特級相当試薬は95%以上であることが多い。
また、特定の反応を起こす、あるいは分析に使われるものについては、純物質であるか混合物であるかを問わず、固有名として「○○試薬」と呼ばれることがある（求電子試薬、グリニャール試薬、ネスラー試薬など）。この中には、トレンス試薬のように、不安定なために市販品がなく、使用の直前に調製する必要があるものも存在する。

## 法的な定義
「法（注：化審法）第3条第1項第3号に『化学的方法による物質の検出若しくは定量、物質の合成の実験又は物質の物理的特性の測定のために使用される化学物質』と規定されているとおり、化学分析、実験、試験研究、検査等に用いられるものを意味しており、本法でいう試薬かどうかの判断は、原則として製造形態、荷姿等によって行うものとする。この場合、試薬の表示が付されていても工業薬品、工業用原材料の用に供するためのようなものは、本法でいう『試薬』には該当しない。」

## 主要メーカー（世界）
世界企業名および日本支社名
- シグマ アルドリッチ
  - シグマ アルドリッチ ジャパン

## 主要メーカー（日本）

### 大手
- 富士フイルム和光純薬
- 関東化学

### 準大手〜中堅
- 同仁化学研究所
- ナカライテスク
- 林純薬
- 純正化学
- 東京化成工業

### その他
- キシダ化学
- 国産化学
- 昭和化学
- 富山薬品工業
- 米山薬品工業
- 三津和化学薬品（希少元素に強い）